# Balázs Sebők
Balázs Sebők (ungarisch Sebők Balázs; * 14. Dezember 1994 in Budapest) ist ein ungarischer Eishockeyspieler, der zuletzt bis zum Ende der Saison 2024/25 beim ungarischen Klub Fehérvár AV19 aus der ICE Hockey League unter Vertrag gestanden und dort auf der Position des Centers gespielt hat. Zuvor war Sebők hauptsächlich für Kalevan Pallo, mit denen er im Jahr 2018 den Spengler Cup gewann, und Tampereen Ilves in der finnischen Liiga aktiv.

## Karriere

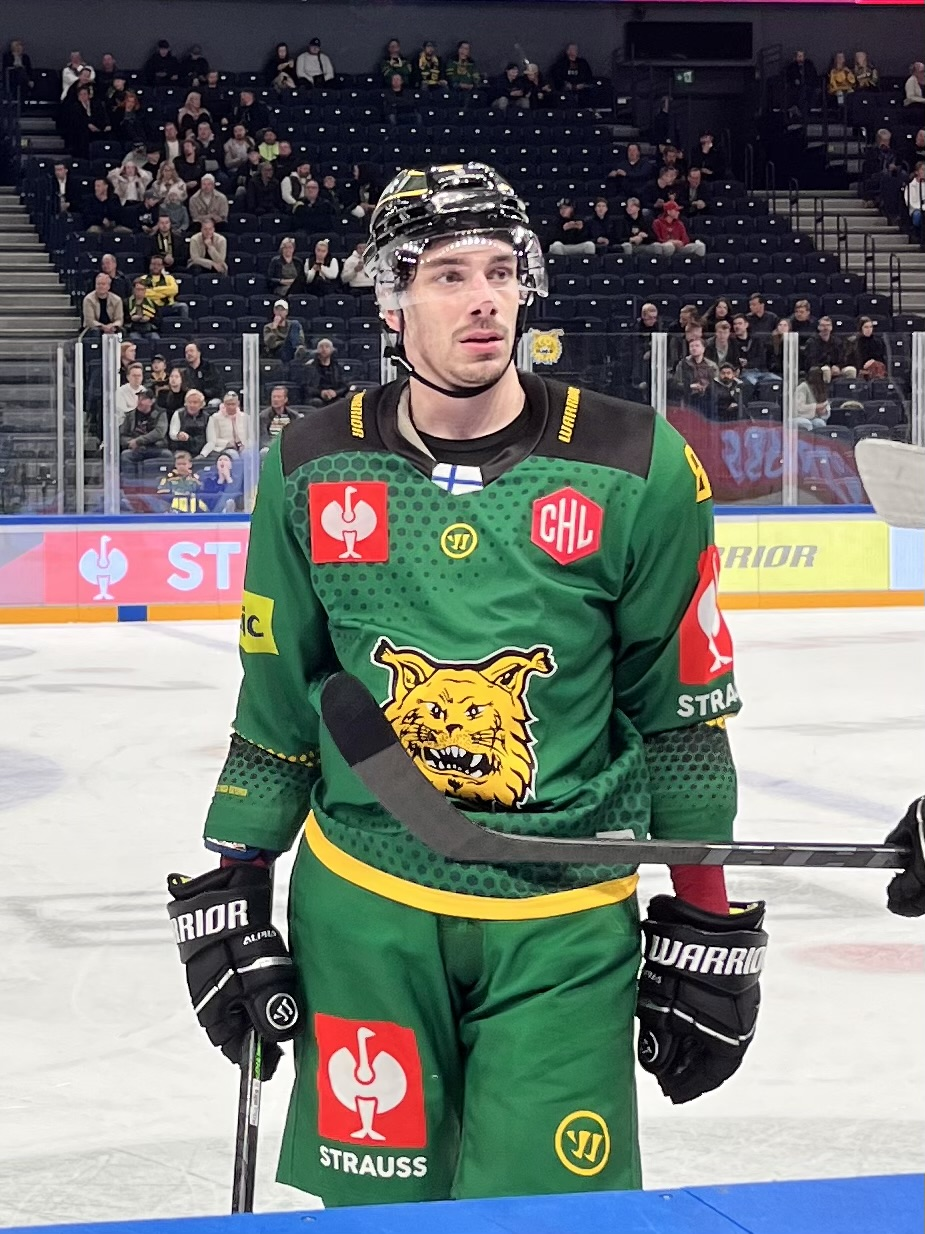
Sebők im Trikot von Tampereen Ilves (2022)

Sebők begann seine Karriere als Eishockeyspieler in der Juniorenabteilung von MAC-Népstadion Budapest in seiner Geburtsstadt. Dort war er bis zu den U18-Junioren aktiv, für die er bereits als 15-Jähriger auflief. Im Sommer 2009 wechselte der Stürmer nach Finnland in die Nachwuchsabteilung des Liiga-Teilnehmers Oulun Kärpät. Bei Oulu kam er in den folgenden vier Jahren in den unterschiedlichen Nachwuchsmannschaften von der U16 bis hin zur U20 zum Einsatz kam.
Nachdem der Ungar im Frühjahr 2014 mit den U20-Juinoren des Klubs Vizemeister geworden war, wurde er für die Spielzeit 2014/15 hin an Kajaanin Hokki in die zweitklassige Mestis verliehen. Er absolvierte im Saisonverlauf 58 Partien für den Verein und wurde im Januar 2015 zum Rookie des Monats der Spielklasse gewählt. Nach der Saison, in der er 50 Scorerpunkte erzielt hatte, wechselte er im Sommer 2015 zu Kalevan Pallo in die Liiga. Er etablierte sich schnell als Stammspieler und erreichte mit dem Team aus Kuopio im Verlauf des Spieljahres 2016/17 die Finalserie der Meisterschaft. Am Ende sicherte er sich mit Kalevan Pallo die Vizemeisterschaft. Zum Jahresende 2018 gewann Sebők mit dem Klub die 92. Auflage des prestigeträchtigen Spengler Cups. Zur Saison 2021/22 verließ der Angreifer Kalevan Pallo nach insgesamt sechs Jahren und wechselte zum Ligakonkurrenten Tampereen Ilves. Für den Traditionsverein lief er zwei Spielzeiten lang auf, in denen er mit dem Team jeweils den dritten Platz im Endklassement der Playoffs belegte.
Zur Saison 2023/24 gaben die Iserlohn Roosters aus der Deutschen Eishockey Liga (DEL) die Verpflichtung des Ungarn bekannt, womit Sebők Finnland nach insgesamt 14 Spielzeiten erstmals verließ. Bereits nach der Spielzeit verließ er den Klub wieder und kehrte zur folgenden Saison in sein Heimatland zu Fehérvár AV19 zurück. Dort absolvierte der Angreifer die Spielzeit 2024/25 in der ICE Hockey League.

### International
Im Juniorenbereich stand Sebők für Ungarn bei den U18-Weltmeisterschaften der Jahre 2011 und 2012 in der Division I sowie den U20-Weltmeisterschaften der Jahre 2011 und 2014 in der Division II auf dem Eis. Dabei stieg er im Jahr 2014 mit der U20-Auswahl beim Heimturnier in Miskolc in die Division I auf.
Sein Debüt in der A-Nationalmannschaft gab der Stürmer bei der Weltmeisterschaft der Division IA 2014. Auch 2015, als sechs Jahre nach dem Abstieg der Wiederaufstieg in die Top-Division gelang, stand er im Kader der Magyaren. Bei der Weltmeisterschaft 2016 spielte er erstmals in der Top-Division. Die Klasse konnte er mit seinem Team trotz eines 5:2-Erfolges gegen Belarus aber nicht halten. So spielte er bei den Weltmeisterschaften 2018, als er in das All-Star-Team des Turniers gewählt wurde, sowie 2022 und 2024, als jeweils der Wiederaufstieg in die Top-Division gelang, wieder in der Division IA. Sein zweites Turnier in der Top-Division absolvierte Sebők im Rahmen der Weltmeisterschaft 2023.

## Erfolge und Auszeichnungen
- 2014 Finnischer U20-Junioren-Vizemeister mit Oulun Kärpät
- 2015 Mestis-Rookie des Monats Januar
- 2017 Finnischer Vizemeister mit Kalevan Pallo
- 2018 Spengler-Cup-Gewinn mit Kalevan Pallo

### International
| - 2014 Aufstieg in die Division IB bei der U20-Junioren-Weltmeisterschaft der Division IIA - 2015 Aufstieg in die Top-Division bei der Weltmeisterschaft der Division IA - 2018 All-Star-Team der Weltmeisterschaft der Division IA | - 2022 Aufstieg in die Top-Division bei der Weltmeisterschaft der Division IA - 2024 Aufstieg in die Top-Division bei der Weltmeisterschaft der Division IA |

## Karrierestatistik
Stand: Ende der Saison 2024/25

### International
Vertrat Ungarn bei:
| - U20-Junioren-Weltmeisterschaft der Division II 2011 - U18-Junioren-Weltmeisterschaft der Division I 2011 - U18-Junioren-Weltmeisterschaft der Division IB 2012 - U20-Junioren-Weltmeisterschaft der Division IIA 2014 - Weltmeisterschaft der Division IA 2014 - Weltmeisterschaft der Division IA 2015 - Weltmeisterschaft 2016 | - Weltmeisterschaft der Division IA 2018 - Weltmeisterschaft der Division IA 2022 - Weltmeisterschaft 2023 - Vorqualifikationsturnier für die Olympischen Winterspiele 2026 - Weltmeisterschaft der Division IA 2024 - Qualifikationsturnier für die Olympischen Winterspiele 2026 |

(Legende zur Spielerstatistik: Sp oder GP = absolvierte Spiele; T oder G = erzielte Tore; V oder A = erzielte Assists; Pkt oder Pts = erzielte Scorerpunkte; SM oder PIM = erhaltene Strafminuten; +/− = Plus/Minus-Bilanz; PP = erzielte Überzahltore; SH = erzielte Unterzahltore; GW = erzielte Siegtore; 1 Play-downs/Relegation; Kursiv: Statistik nicht vollständig)